# Elizabeth Nihell
Elizabeth Nihell (ur. 1723 w Londynie, zm. w maju 1776) – angielska położna i pisarka.

## Życiorys
Urodziła się w rodzinie francuskich katolików. W 1740 przeniosła się do Paryża. Wyszła za Edmunda (lub Edwarda) Nihella, irlandzkiego katolika, chirurga i aptekarza z Clare. Mieli co najmniej jedno dziecko, ale nie wiadomo, jak długo żyło. W 1754 przenieśli się na Haymarket Street w Londynie. Tam Elizabeth rozpoczęła karierę położnej. W 1771 porzucił ją mąż, co utrudniło jej utrzymanie się w mieście. W 1775 skorzystała z pomocy finansowej miejscowej parafii. Została wysłana do przytułku St Martins-in-the-Fields. Zmarła rok później. Przyczyna jej śmierci i dokładne miejsce pochówku nie są znane. Została pochowana naprzeciwko stacji kolejowej Charing Cross.

## Kariera
W 1747 w Hôtel Dieu w Paryżu, szpitalu publicznym, rozpoczęła karierę położnej. Przez dwa lata pracowała pod kierunkiem Marie-Claude Pour. Była świadkiem ponad 2 tys. porodów, co pozwoliło jej dobrze przygotować się do pracy. Wówczas kobiety nie były w stanie uczęszczać do szkół medycznych, ale szpital wspierali przedstawiciele rodziny królewskiej, co umożliwiło Elizabeth studiowanie. Działała w okresie, kiedy położne musiały stawić czoła konkurencji ze strony chirurgów mężczyzn.
Po przeprowadzce do Londynu w 1754 Nihell umieściła reklamę swoich usług w "London Evening Post". Dzięki temu odebrała ponad 900 porodów. W 1760 opublikowała swoją pierwszą książkę pt. Treatise on the Art of Midwifery. Setting forth various abuses therein, especially as to the practice with instruments: the whole serving to put all rational inquirers in a fair way of very safely forming their own judgment upon the question; which it is best to employ, in cases of pregnancy and lying-in, a man-midwife; or, a midwife. Skrytykowała w niej metodę odbierania porodu zaproponowaną przez Williama Smelliego opierającą się na użyciu kleszczy. Występowała przeciwko męskim położnym, których pozycja wzrosła wraz z rozpowszechnieniem się użycia instrumentów porodowych i przekonania, że kobiety nie są w stanie wykonać pracy położnej. Uważała, że przyrządy stosowane podczas porodów przynoszą dzieciom krzywdę. Optowała za naturalnymi metodami oraz pomocą żeńskich położnych, które cechowały się wiedzą, doświadczeniem, empatią i przytomnością umysłu większą niż mężczyźni. Przekonywała kobiety w ciąży, że to one mają prawo do decyzji o metodzie porodu, a nie położne. Doradzała, by po porodzie matki karmiły piersią. Poczyniła trafne obserwacje na temat psychologii porodu. Walczyła o prawa kobiet do utrzymania zawodu i prestiż położnych, pragnęła wzmocnić zaufanie kobiet do ciała i reprodukcyjnych sił natury. W swoich przekonaniach była stanowcza, nie bała się w ostrych słowach krytykować przeciwników swoich poglądów.
Po publikacji książki spotkała ją krytyka. Odpowiadała na nią listami do prasy, a w 1772 opublikowała traktat pt. The Danger and Immodesty of the Present too General Custom.